# Daniel Mijtens II

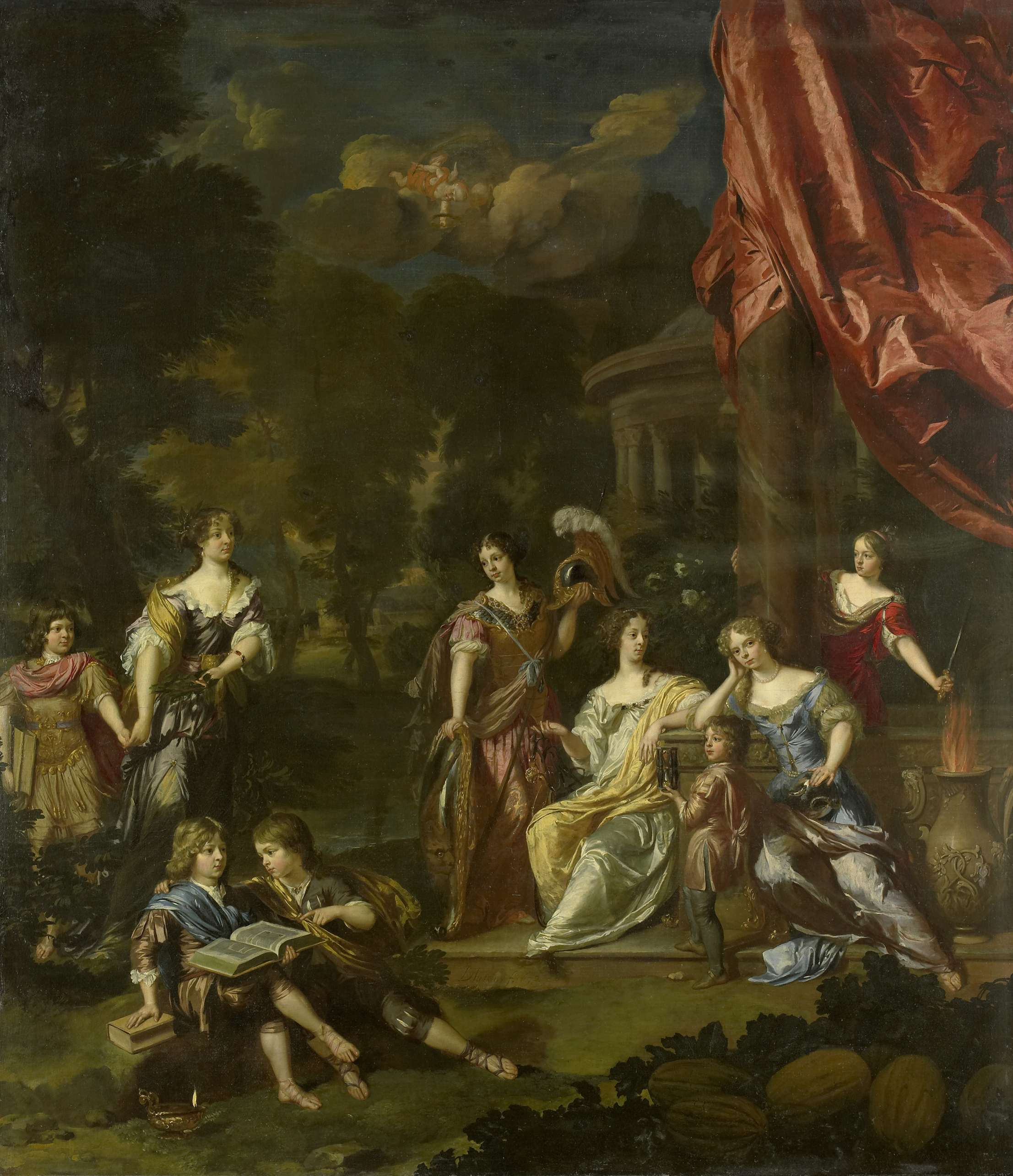
Ritratto di gruppo dei figli di Diederic Pietersz. van Leyden (van Leeuwen), Sindaco di Leida, e Alida Paets (1679)

Daniel Mijtens o Mytens o Mytens Johnz II,   detto Bonte Kraai (L'Aia, 7 agosto 1644 o 1636 o 1647 – L'Aia, 23 settembre 1688  (sepolto)), è stato un pittore, disegnatore e decoratore d'interni olandese del secolo d'oro.

## Biografia
Figlio di Jan Mijtens, fu allievo del padre e dell'omonimo zio. Secondo il Bryan, invece, era figlio ed allievo di Daniel Mytens.
Viaggiò in Italia durante il 1666 e a Roma strinse amicizia con Carlo Maratta. Qui si dedicò con impegno allo studio, sia presso Carlo Maratta che Johann Carl Loth. Entrò a far parte della Schildersbent con il soprannome di Bonte Kraai.
Dal 1672 al 1688 fu all'Aia, dove aderì alla Confrerie Pictura, di cui fu decano nel 1688. Fu tra i fondatori dell'Accademia dell'Aia con Willem Doudijns, Robbert Duval e Theodor van der Schuer.
Lavorò anche alla decorazione della Huis Honselaarsdijk.
Rappresentò principalmente soggetti religiosi e mitologici ed eseguì ritratti. La sua opera più importante all'Aia fu la decorazione del soffitto nella sala dei pittori realizzata in uno stile simile a quello di Carlo Maratta.
Furono suoi allievi Lourens Bruyning, Nicolaes Hooft, Mattheus Terwesten e Elias Vinie.